# 機甲戦記ドラグナー
『機甲戦記ドラグナー』（きこうせんきドラグナー）は、1987年2月7日から1988年1月30日まで、名古屋テレビを制作局としてテレビ朝日系で毎週土曜17:30 - 18:00（JST）に全48話が放送された、サンライズ（日本サンライズ）制作のロボットアニメ。

## 概要

### 企画と仮題
前番組『機動戦士ガンダムΖΖ』（1986年）までの5作品にて総監督を務めた富野由悠季に代わり、本作品では『銀河漂流バイファム』（1983年）などを手がけた神田武幸が同役職を務めた。サンライズの井上幸一がインタビューにて語るところによれば、本作品は『ΖΖ』以降ブームが一段落したガンダムをリニューアルするというコンセプトで企画が立ち上げられ、ここに神田発案の「バイファムの主要キャラ少年少女13人より、ちょっと上の年齢の新兵の話をやりたい」という要素が追加され、作品の方向性が決まった。
作品タイトル（=主役メカ名称）が決定する以前、速報的に毎号情報を掲載していたバンダイの『模型情報』では当初『キャバリアー戦記グランダスト』の仮題で発表されたが、翌月には『亜空戦記グランダルス』と紹介され、その翌月にはまた別の仮題を掲載という状態が続き、他誌でも『亜空戦記スティルバー』と紹介されるなどしていた。これはタイトル決定が二転三転していたわけではなく、意図的に情報を撹乱する手法が採られていたことによるものである。
企画当時、サンライズと関わり合いの深いスタジオぬえが多忙を極めていたことから、本作品では同社に代わって『蒼き流星SPTレイズナー』に参加していたヴィシャルデザインが、『月刊ニュータイプ』掲載のメタルアーマー前史の執筆や、デザインコンセプトの提供などを行っている。

### 設定
神田の方針で、主役は特殊能力のない普通の高校生という設定となり、新型ロボットを操縦できる理由として、工業高校生やAIナビゲーターの設定が追加された。AIナビゲーターについては前出の『バイファム』にも登場しており、神田や脚本を担当した星山博之は無理なく理解できたという。また、キャラクターについては『機動戦士ガンダム』（1979年）の設定が踏襲され、主人公とライバル、そしてライバルの妹が主人公側という点などが共通しているが、一方ではより大人の役割を強調して描く方針から、『ガンダム』では作中で死亡する人物に相当するキャラクターたちが、本作品では生存して主人公たちを支える話の流れが作られた。
作中の年代設定は2087年とされたが、これは企画が立ち上げられた1986年当時の未来像が反映されており、当初は2067年の設定だったが、世界の宇宙開発の流れが鈍化していたこともあって、20年後ろ倒しされた結果だという。また、前年に放送された『機動戦士Zガンダム』（1985年）との差別化を図るため、SF好きでないと理解できない描写や設定は盛り込まず、視聴者が知らなくても何となく判るようなコンセプトで描かれた。
同様に、『ガンダム』シリーズとの差別化を図るために盛り込まれたのが、電子戦ができるという設定である。監督の神田は「気にするのはやめよう」と消極的だったが、他のスタッフたちの要望もあり、ガンダム以上に現実的なミリタリー要素が強められ、『THE MARCH』や『メカニックマガジン』といった雑誌の記事が参考資料として引用された。一方で、電子戦を本格的に描くと主役機ではないドラグナー3の独断場となるため、早々にセンサーを使用不能にする、ドラグナー3はカスタム化しないなどといった、作劇上での制約も設けられた。
この他にも、本作品のエポックメーキングな部分として挙げられるのが、「量産機がワンオフ機より性能が優れる」設定である。これについてはスポンサーのバンダイも、量産機であるドラグーンの売り上げが伸び、さらには主役機を強化したカスタム機も売れると見積もったことからNGをかけなかったという。
バンダイは本作品において、『デュアルマガジン』でタカラが展開したMSVの手法を踏襲し、『模型情報』から誌名変更された『B-CLUB』にて本作品のバックグラウンドを記事式で掲載するなど行い、『ガンダム』の成功に肖る意思を明確にしていたが、同時並行でMSV方式を展開することは、当時のバンダイでもリソース不足で難しく、作品内で設定を練り上げた上で、本編にてMSVを匂わす展開を行い、むやみに新機体を出さない方針が採られた。そのため本作品においては、「簡単に新兵器は開発できない」「十分な準備が行われて戦争が起きた」という設定が考案され、これを基に各メタルアーマーの方向性などが決定された。

### デザイン
『ΖΖ』に引き続き、企画・スポンサー・商品化はバンダイが担当しており、本作品では技術革新による多色同時射出成形とポリキャップを盛り込んだプラモデルの販売を企図し、登場ロボットもその意向を盛り込む形でデザインされている。
また『ガンダム』との差別化を図るため、同時期にテレビアニメなどが展開されていた『聖闘士星矢』の聖衣をコンセプトに、本作品に登場するメタルアーマーは全てサイズが規格統一された機体という設定がなされた。この規格統一の設定は、本作品以前にも『蒼き流星SPTレイズナー』の玩具展開で初めて導入されたものの、上手く行かなかった反省を踏まえて本作品で改めて導入され、後にガンダムシリーズの『G-SAVIOUR』にも導入されている。
スポンサーであるバンダイからは、この他にもバイク型の戦艦が提案されていたものの、作風に合わないとして、地上用メタルアーマーのガンドーラとして登場することになった。
制作に参加したヴィシャルデザインのメンバー全員がバイク乗りだったことや、カーボンファイバーやFRPが世間に認知され始めた時代性もあって、メタルアーマーにはモータースポーツの要素が採り入れられている。

### 前期
『ガンダムΖΖ』を踏襲してレギュラー登場人物たちのセリフの掛け合いや作劇をコメディ調で描写し、意外なキャラクター同士を恋愛関係にしたりといった、パターン破りの作劇を試みている。
また、前期オープニングに登場するドラグナー1型は、原画を担当した大張正己により大幅なアレンジがなされていたが、第14話からは数カットが元デザインに近いものへ差し替えられている。このアレンジ版ドラグナー1型は、当時のマニアから「バリグナー」という通称が付けられ、定番の呼び名となっただけでなく、後にこのアレンジ版への換装キットがB-CLUBからガレージキットとして発売され、さらには「魂SPEC」などからオープニングバージョンと銘打った、「バリグナー」に準拠したデザインの完成品が発売されるなどしている。

### 後期
版権商品の売れ行き不調もあり、中盤からの路線変更に伴って「生身での修行の結果、銃弾をかわせるようになる」といった漫画的描写も取り入れられた。また、この時期にはサブキャラクターデザイナーとして、前出の『バイファム』にてキャラクターデザインを担当した芦田豊雄が、音楽担当に『超時空要塞マクロス』などを手がけた羽田健太郎が途中参加している。芦田の参加に伴い、代表作の一つである『北斗の拳』を意識した作風が散見されるようになり、路線変更によるイメージ一新の一因となっている。
後期オープニングは、主題歌の歌唱を1987年当時アイドル歌手であった山瀬まみが、作画を大森英敏が担当している。
物語終盤の展開は当初、マスドライバーによる月からの脅迫というシチュエーションが考案されたが、『月は無慈悲な夜の女王』など、既存の小説に同類の状況が描かれていたため、舞台を機動要塞へと変更したものの、こちらも『ガンダム』のア・バオア・クーと被ることになってしまった。

### 放送終了後
『無敵超人ザンボット3』に端を発した、名古屋テレビ発の土曜夕方のテレビアニメは、路線の違いこそあれど10年余りにわたってサンライズ制作・創通エージェンシープロデュースによるロボット作品の連作が続いていたが、本作品の終了と共にこの流れにも一区切りが付けられ、後番組にはジャンル・制作会社なども含めそれまでとは趣を異とする『宇宙伝説ユリシーズ31』（1981年制作）が配された。また同番組終了後の『鎧伝サムライトルーパー』(1988年)からは、再び本時間帯におけるアニメ制作をサンライズが手掛けるものの、メインスポンサーや広告代理店がそれまでのバンダイ・創通エージェンシーから、タカラ・東急エージェンシーへと変更されるなど制作体制にも変化が生じた他、『勇者エクスカイザー』（1990年）が放送されるまでの間はロボットアニメ以外の路線が志向された。
番組終了後もビデオテープによる全話映像ソフト化はなされず、1999年から2000年にかけてLDで発売されているが、DVDの爆発的普及期と発売が重なったため販売は奮わず、ほどなくして廃盤となっている。一方で1998年に発売されたリアルロボット系アクションゲーム『リアルロボッツファイナルアタック』、2001年に発売されたシミュレーションRPG『スーパーロボット大戦A』に登場したことをきっかけに、以降の『スーパーロボット大戦シリーズ』や、『A.C.E.』にも登場。これらゲーム作品への登場によって人気が再燃し、2005年冬にはDVD-BOXが発売されるに至った。2022年には、放送35周年としてブルーレイボックスが発売されている。

## ストーリー
舞台は西暦2087年。月に誕生した軍事政権による統一国家「ギガノス帝国」が地球の統一連合「地球連合」に対して一方的に独立を宣言し、宣戦を布告。戦火はスペースコロニーと地球本土に拡大し、月面のマスドライバーやメタルアーマー (MA) などの兵器によって、地上の7割はギガノスに占拠されていた。
そんな中、スペースコロニー「アルカード」の住人である主人公・ケーン・ワカバ、タップ・オセアノ、ライト・ニューマンの3人は、コロニー内で敵・ギガノス帝国軍に追尾される最中のなりゆきで新開発メタルアーマー「D兵器」（ドラグナー）に乗り込んでしまい、正規パイロットとして制御コンピュータに生体認証され、そのまま操縦して敵追撃部隊を撃破する。これにより連合軍のパイロット候補者が台無しになり交代も不可能となったことで、彼らは連合軍に徴用され、ギガノス帝国軍と戦いながら地球上の連合軍本部を目指すことになる。
宇宙や地上の戦いでライバルであるプラクティーズやマイヨ・プラートと激戦を繰り広げ、戦士としての頭角を現していくケーンたち。この一方で、度重なる作戦の失敗からマイヨは激戦区へと送られる。また、中国の重慶でドラグナーの量産型であるドラグーンが配備されたことにより、戦局は地球軍優勢へと傾いていく。
ドラグナーへの思い入れから軍への残留を決意したケーンたちは遊撃隊に配属され、中国大陸に居を構えるギガノス軍大佐、グン・ジェムらを打倒。戦いはギガノスの本国がある宇宙へと移っていく。その裏側では、ギガノス帝国内でマイヨの処分に不満を覚えた若手将校たちが反乱を起こし、この対処で総帥ギルトールと急進派ドルチェノフの間に対立が発生していた。若手将校を庇うマイヨたちに対し、強硬手段を訴えるドルチェノフはギルトールを抹殺。これに乗じ、その罪状をマイヨに転嫁し、ギガノス内の権力を掌握していく。さらにはマスドライバーを利用した地球への徹底攻撃を目論むが、これはギルトールの遺言を受けたマイヨに破壊され、阻止される。そしてギガノスを追われる身となったマイヨはプラクティーズたちに救出され、ドルチェノフ打倒を決意する。
ドラグーンの活躍もあり、地上のギガノス軍は窮地に追い込まれていった。ドルチェノフが決戦のために持ち出した宇宙機動要塞も緒戦こそ戦果を挙げたものの、次第に連合軍優勢へと逆転されていく。母アオイ・ワカバを人質にケーンの離反を画策するものの、これもアオイが連合軍人ベン・ルーニー軍曹たちに奪回された事から、ドルチェノフはマイヨとケーン双方に追撃される身となる。ついには月面本国までもが陥落し、ギガノス帝国の滅亡はほぼ確定的となった。ギルトールの仇を討つべく機動要塞に乗り込んだマイヨたちは、味方であるダン・クリューガーの犠牲を超え、そこでMA・ギルガザムネを駆るドルチェノフとの決戦に挑む。ギルガザムネの性能によって次第に追いつめられていくマイヨたちだが、そこへケーンが現れ、過去の戦闘から得たギルガザムネの攻略法をマイヨに伝え、共同で撃破する。ドルチェノフを打倒し、自らの役目を終えたとして崩れ行く機動要塞と運命を共にする覚悟を決めるマイヨ。そこへ父ラングが現れ、説得を受け入れたマイヨは脱出し戦場を後にするのだった。

## 登場人物

### 地球連合軍

#### ドラグナー遊撃隊
ケーン・ワカバ
声 - 菊池正美
地球連合軍ドラグナー遊撃隊所属。階級は准尉（当初は三等空士）。
メタルアーマー「ドラグナー1」・「D-1カスタム」のパイロット。
西暦2070年8月4日生まれ、身長172cm、体重59kg、血液型はB型。
本作品の主人公。日本・TOKYO出身の日系2世。父は地球連合軍参謀のジム・オースチン、母は中立コロニー「アルカード」入国管理官のアオイ・ワカバ。ただし両親は離婚し、母と暮らしていた。母方の祖母はギガノス占領下の青森で暮らしている。成績はそれほどよくはなかったが日系人ということもあってかバイリンガル（青森を訪れた際タップとライトは村の住人とコミュニケーションが全くとれず、ライトは「言葉が通じない」と発言している）である。
元々はアルカードにある民間のアストロノーツアカデミーの生徒。アカデミー時代はリーゼントに上着はスタジャンというスタイルだった。輸送船アイダホにおいて軍よりドラグナーのパイロットに臨時徴用された直後にお目付け役のベン軍曹に髪をバッサリ切られる。
基本的には直情型かつ熱血漢で、後先考えないで突っ走るタイプ。ドラグナーのパイロットとなってしまったのもアルカードを強襲したギガノスに一泡吹かせようとケーンが言い出したことが原因である。リンダに一目惚れし、その想いは彼女の秘密を知ってからも変わらなかった。
アルカードではギガノス軍に侵攻され、ケーンたちは偶然遭遇した瀕死のスパイに軍事機密のディスクを手渡される。直後に敵部隊の追撃を受け、逃げ込んだ施設には偶然ドラグナーシリーズが保管されており、これに乗り込んだところ、試しに挿入した先のディスクが偶然ドラグナー起動ディスクであったことからケーンたちは全身をスキャンされ、パイロットとして生体認証登録されてしまう。以後、なし崩しに地球連合軍の軍人となり、ギガノス帝国軍との戦いの渦中に置かれることとなる。元々民間人であったため、戦闘については素人だったが、数々の戦いを経てエースパイロットとして敵にも知られるまでに成長していく。
拿捕されたアイダホの救出の際、D-3の敵基地コンピュータのハッキングによる誤情報で全戦力の出払った隙に中継ステーションを破壊し、マイヨはその爆発により追撃を断念。捕虜を全員載せたアイダホは無事に脱出した。
地球に降下してからは英雄として扱われ、正規任官に併せて6階級特進となったことなどから増長する場面も多々あったが、友人ビルの死などにより素行はやや落ち着くことになった。また、カムチャッカ半島沖のギガノス軍補給基地強襲においてはMA20機以上を基地ごと潰し、日本では青森の竜飛岬の要塞を爆破、中国大陸においてはグン・ジェム隊を壊滅させ秘密基地を爆破するなど凄まじい活躍を見せる。なお、グン・ジェム隊には当初は実力差から苦戦を強いられていたが、わずか3日間の修行で相手の切っ先をかわす「見切り」を身につけ力関係の逆転に成功した。
宇宙機動要塞攻略戦においては母親を人質に取られたため、やむなく乗機とともにギガノス帝国軍に投降し、忠誠を示すため地球連合軍と戦っていたが、リンダとベン軍曹が母親の救出に成功したおかげで反撃に転じ、マイヨと共闘してドルチェノフに深傷を負わせた。
タップ・オセアノ
声 - 大塚芳忠
地球連合軍ドラグナー遊撃隊所属。階級は准尉（当初は三等空士）。
メタルアーマー「ドラグナー2」のパイロット。
西暦2069年5月13日生まれ、身長172cm、体重72kg、血液型はO型。
ケーンと同じアストロノーツ・アカデミーの学生で、ドラグナー2型およびドラグナー2型カスタムに搭乗。 ニューヨークの大家族の実家に軍の給料から仕送りしている。一家揃って音楽好きらしく、カセットプレイヤーを常に携帯している（本人いわく命から3番目に大事なものだったが、原作では途中で壊す羽目になる）。 将来はショウビジネスをやるのが夢で、ミュージカルなどをかける小屋を経営したいと思っている。自他共に認めるフェミニストで、いつの間にかローズといい仲になる。

ライト・ニューマン
声 - 堀内賢雄
地球連合軍ドラグナー遊撃隊所属。階級は准尉（当初は三等空士）。
メタルアーマー「ドラグナー3」のパイロット。
西暦2069年10月9日生まれ、身長175cm、体重62kg、血液型はA型。
イギリス出身。父は地球連合軍欧州統括理事会常任理事、祖父は元英国下院議員で貴族のバーモント卿という名門の家系の生まれだが、それに反発して軍に志願した経緯を持つ。そのため、自身を特別扱いされる事を嫌っており、家族について話したがらない。
ケーン、タップと同じくアストロノーツアカデミーの生徒。偶然ドラグナー3に乗り込み、戦いの渦中に置かれてしまう。
コンピューター好きであったため、ドラグナー3の特性を最大限活かしていた。戦闘中にドラグナー3で分析した情報を元に事態の打開策を立てるなど、ドラグナーチームの知恵袋的存在。そしてアルカード上の宇宙飛行士のアカデミーに移した。
育ちが良い事からドラグナーのパイロットの中では最も礼儀正しい。女性の扱いにも最も長けているが、それにも関わらず作中で恋人が出来る事は無かった。
ジェームス・C・ダグラス
声 - 大滝進矢
地球連合軍ドラグナー遊撃隊所属。階級は大尉（以前は少尉）。
本来はドラグナー1の正式パイロットになるはずだった。ケーン達がドラグナーパイロットとなってからは、教官として彼らを鍛える任に就いた。
宇宙機動要塞攻略戦において、本来のドラグナーパイロットとしての本領を発揮する機会を得て、自らドラグーンに搭乗し、ドラグーン隊の隊長を務める。
ダイアンに気があったようだが、ケーン達の計らいもあって彼女は部下であるベンと結婚し、自身は失恋してしまった。
リンダ・プラート
声 - 藤井佳代子
地球連合軍ドラグナー遊撃隊所属。階級は特務中尉。
西暦2070年11月25日生まれ、身長160センチ、体重47キロ、血液型はA型。趣味は趣味は読書・水泳。
ソビエト連邦（現ロシア連邦）出身。父はドラグナーの開発者であるラング・プラート、兄は元ギガノス帝国軍のエースパイロットであるマイヨ・プラート。本作品のヒロイン。
かつては電子工学を専攻しており、物語当初は難民として輸送艦「アイダホ」に乗り合わせていた。父や兄との複雑な境遇から当初は心を閉ざしていたが、ケーンの熱烈なアタックを受けるうち、次第に心を開いていく。
宇宙機動要塞攻略戦においては、ベン軍曹と共にケーンの母親を救出し、ケーンの地球連合軍に対する攻撃を止めさせるきっかけをつくった。
ローズ・パテントン
声 - 平松晶子
地球連合軍ドラグナー遊撃隊所属。階級は特務少尉。西暦2070年9月30日生まれ、身長155センチ、体重46キロ、血液型はAB型。
難民として輸送艦「アイダホ」に乗り合わせていた。
戦争で行方不明になった両親を探している身だが、常に明るく振る舞っている。
当初は自分に思いを寄せるタップをまるで意識していなかったが、次第にまんざらでもなくなってきたらしく、彼が敵に捕らわれた時には心配する様子も見せた。
キャラクターデザインの大貫によると、当初ヒロインとしてデザインされ新番組の広告などにも表記・掲載されたが、事情により放映直前にヒロインとしてリンダがデザインされた為、放映時は髪の毛の色が発表されたデザインよりも地味な色に変更された。
ベン・ルーニー
声 - 島香裕
地球連合軍ドラグナー遊撃隊所属。階級は軍曹。
独身。妹が一人いる。終戦後、ダイアン・ランスと結婚する。
輸送艦「アイダホ」にてD兵器（ドラグナー）輸送の任に就いていたが、突如軍人となったケーン達3人を厳しくしごき上げた。スキンヘッドと厳めしい面構えだったが、意外に人情派なところもあり、ケーン達にとっては頼れる兄貴分でもある。この関係はケーンたちが昇進し、軍曹の上官となってからも変わることはなかった。
実はケーンの事を特に高く評価しており、酒に酔っていたとはいえ「妹を嫁にやる」とまで言い出したほど。
宇宙機動要塞攻略戦においてはケーンの母親を救出する作戦を上申し、リンダ特務中尉と共に救出にあたった。

#### ドラグーン部隊
ヤム
声 - 戸谷公次
地球連合軍重慶基地所属。階級は少佐。
ドラグーン隊の隊長。拳法の達人でもあり、ケーンに自身の父親であるラオチュンの修験道場を紹介する。

#### 情報部
ダイアン・ランス
声 - 勝生真沙子
地球連合軍情報部所属。階級は少尉。西暦2064年6月27日生まれ、身長165cm、体重52キロ、血液型はA型。
難民として「アイダホ」に乗り合わせていたが、実は地球連合軍諜報員でリンダとローズの警護と中国大陸の重慶までの同行の任に就いていた。
重慶到着後は別の任務のため転属となったが、終戦後ベン・ルーニーと結婚した。

#### その他（地球連合軍）
ジム・オースチン
声 - 嶋俊介
地球連合軍第2海洋戦域軍参謀。年齢は44歳。
ケーン・ワカバの実父。生き方の違いにより妻のアオイ・ワカバとは離婚している。結婚生活は13年間であった。息子のケーンからは出世ばかり考え家族を捨てた男として嫌われていた。
ギニール
声 - 池水通洋
地球連合軍第1機甲中隊隊長。階級は少尉。
戦闘ポッドのパイロット。妹へのプレゼントをケーンに託し、ドラグナーを守ろうと戦死した。
小説版ではフルネームが「グレッグ・H・ギニール」とされている。
ロイ・ギブソン
声 - 秋元羊介
輸送艦「アイダホ」の艦長。
D兵器（ドラグナー）輸送の任に就いていた。無断でドラグナーを持ち出すケーン達を警戒しつつも黙認した。
ケニー・ダンカン
声 - 柴本広之
輸送艦「アイダホ」の航海長。
D兵器（ドラグナー）輸送の任に就いていた。

### ギガノス帝国軍

#### 指導者
ギルトール
声 - 大木正司
ギガノス帝国軍元帥。元は某国の将校だったが地球の腐敗を憂い、月面の各基地に駐屯していた地球各国の駐留軍を纏め上げて反乱を起こし「統一帝国ギガノス」の実質的指導者となる。
地球政府に反乱を起こした独裁者ではあるが、故郷の星・地球への愛情は強く、事に当たっての理非を重んじる清廉な人物。
ラング・プラートとは親友であったが、理念の違いから袂を分かつ。その子マイヨに対しては全幅の信頼を寄せていた。
マスドライバーを使用して地球連合軍の要所を攻撃していたが、戦争の理念を優先し、全面攻撃には最後まで首を縦に振らなかった。
気高い人物ではあるが、政治家として非情さに欠ける面があり、ドルチェノフら軍部の中枢部の腐敗を止められず、これに不満を抱いた若手将校の反乱を許してしまうだけでなく、それを処罰する非情さも無かったためにドルチェノフの増長を招いてしまい、最後はドルチェノフ中佐に撃たれてしまう。
最後は激化の避けられない戦火で傷つくであろう地球の行く先を憂いながら息を引き取る。その遺言は「マスドライバー攻撃はならんぞ」であり、暗殺の濡れ衣を着せられたマイヨはこの言葉を最後の拠り所にマスドライバーを破壊する。
小説版には「メサイア・ギルトール」とフルネームが設定されている。
ドルチェノフ
声 - 飯塚昭三
ギガノス帝国軍総統（以前は中佐）。
傲慢かつ大雑把な性格で、戦略も馬鹿の一つ覚えと言わんばかりに力押しの戦略しか立てられない短絡的な性格だが、卑劣な手段を特に好む下劣な男で、マイヨに「権力欲の権化」と言われるほど権力を求めた。
以前から急進派として名を馳せていたようで、ギルトール元帥にマスドライバーによる地球全面攻撃を再三にわたり訴えていたが、全て拒否されていた。業を煮やしたドルチェノフはギルトールを拳銃で脅迫したが、反撃されて咄嗟に撃ってしまいギルトールを殺害（もともとギルトールを殺す気は無く、暴発に近かったようである。またマイヨに罪を着せたのは彼が連れてきた部下である）。中佐の階級であるにもかかわらず総統の座を引き継いだ。
独裁体制を敷いて念願であった地球への徹底攻撃に打って出ようとした矢先に、マスドライバーはマイヨに破壊されたため、地球全面攻撃は実現できなかった。
総統就任後は戦局はドラグナーやドラグーン投入による急速な劣勢を打開すべく宇宙機動要塞の建造を推進。ドラグナーに対しては、アオイ・ワカバを事実上の人質に取ってケーン・ワカバを投降させて部下として利用した。
MAパイロットとしての能力は非常に高く、反乱軍の鎮圧に際しては自ら先頭に立ち圧倒的な実力を見せつけた。宇宙機動要塞内の戦闘においても旧世代のダインに搭乗していたにもかかわらず、新鋭機に乗るクリューガーに対しマイヨが「貴様の腕では無理だ」と交戦を止めようとするなど、エースパイロット級の腕前であることがうかがえる。
ただし、指揮官としての能力、戦局を見極める能力は皆無と言っていいほど乏しく、部下に指摘されても全く受け入れず、怒声で部下を恫喝して従わせるだけの無能さが目立ち、終盤の劣勢な状況下で降伏を進言した将校を撃ち殺した。日頃からそんなやり方しかしないため、部下からの人望がほぼ皆無で、自分の意に反した者には己の無能を棚に上げて八つ当たりかの如く激昂する。
終盤にはミン大尉の策にはまってギルトール元帥暗殺の真相を白状し、偶然電源が入っていたマイクからギガノス全軍に暴露される事になり、軍の大半は敗走が色濃かった事もあり、ドルチェノフをあっさり見限って戦場から逃走し、ほとんどが地球連合軍に投降した。
最期の悪あがきで逃げ回り、ダインで組み付いて自爆させ逃走。完成していたギルガザムネを駆りマイヨ達を追い詰めるが、一発お返しにきたケーンと共闘し、ギルガザムネの欠陥を突かれて敗退する。またも逃走を図り瓦礫に巻き込まれた際に脱出装置が作動しなくなり、酸欠状態のコクピットに閉じこめられたまま自身とギガノスの栄光という幻想を見ながら宇宙機動要塞とともに月面へ散った。
クレスタ・ラナ・ギルトール(小説のみ)
小説版のオリジナルキャラクター。ギルトールの息子。マイヨ・プラートに教育を受ける美形の天才少年。パイロットとしての能力はマイヨに匹敵する。小説版に登場しないドルチェノフの代わりに登場する。戦争をゲーム感覚で実行しており、ついには戦争をおもしろくするために必要なマスドライバーの使用に反対する父を殺害する暴挙に出る。このことがマイヨの怒りを買い絞殺される。

#### 親衛機甲兵団
マイヨ・プラート
声 - 小杉十郎太
ギガノス帝国軍親衛機甲兵団第一師団所属。階級は大尉。
西暦2062年3月6日生まれ、身長180センチ、体重70キロ、血液型はA型。
メタルアーマー「ファルゲン」のパイロット。
通称「ギガノスの蒼き鷹」と呼ばれるエースパイロット。高潔な軍人である彼は、多くのギガノス軍人の尊敬を集めていた。軍人としては模範と呼べる有能な人物であったが、その反面、肉親の情愛よりも国家の大義を選ぶほど家族を省みない一面もあり、争いを望まない妹のリンダからは失望されていた。
ギルトール元帥に心酔しており、彼を裏切った父ラング・プラートを憎んでいる。D兵器（ドラグナー）追撃でケーン達とは幾度も戦うことになるが、部下の専行や各方面で友軍の協力が得られなかったことなどから失敗を重ねた果てに（マイヨの追い落としを目論んでいた軍幹部の攻撃的な人事により）追撃の任を解かれ、最前線の南部戦線へ左遷させられる。このことが一因で、マイヨを慕う親衛機甲兵団による反乱が発生する。
この親衛機甲兵団の反乱騒ぎを裏で主導した疑いをかけられ、月面司令本部へ召還され反乱軍の説得にあたるが、その最中にドルチェノフ中佐によるギルトール元帥殺害の場に居合わせ、ドルチェノフの計略により「ギルトールを殺害した反逆者」という濡れ衣を着せられる。ギルトール元帥の遺志によりマスドライバーを破壊するが、ギガノス軍の追撃を受け行方不明となる。
南太平洋上にある海岸に漂着したマイヨは、偶然にもプラクティーズの3人に発見され、その後は一時生きる意味を見失っていたが、プラクティーズの説得やグン・ジェム隊のミンとの関わりを経て、自らの濡れ衣とギルトール元帥の無念を晴らすために再起を決意。月へと向かいドルチェノフ率いる宇宙機動要塞へ突入し、ドルチェノフに深傷を負わせる。宇宙機動要塞放棄時には要塞とともに死ぬことを考えたが、ドラグーンに搭乗してやって来たラングの説得により要塞を脱出した。
その義理堅く、理想を貫こうとする実直な姿勢から、主人公達であるケーン達よりも人気が高く、ストーリーの終盤では主役であるケーンの母親の救出のエピソードとマイヨのドルチェノフへの復讐が同時進行し、どちらとも活躍を見せている。最終回エンディングクレジットにおいてもラストを締めくくっている。
小説版ではギルトールの息子クレスタを首を絞めて殺害しラストを締めくくっている。
ダン・クリューガー
声 - 柏倉つとむ
ギガノス帝国軍親衛隊「プラクティーズ」所属。階級は少尉。
西暦2067年6月22日生まれ、身長173センチ、体重60キロ、血液型はO型。
メタルアーマー「ゲルフ」のパイロット。
プラクティーズのリーダー格で最もマイヨ・プラートに心酔している。志は高いが、その「お坊ちゃん」気質が足を引っ張る形となり、血気にはやって独走し度々ケーン達に苦汁を舐めさせられる事となった。
宇宙機動要塞潜入時に、マイヨや仲間達を守るためドルチェノフに機体を蜂の巣にされ、壮烈な死を遂げる（第45話）（『スーパーロボット大戦シリーズ』では最後まで生存する）。
カール・ゲイナー
声 - 島田敏
ギガノス帝国軍親衛隊「プラクティーズ」所属。階級は少尉。
西暦2067年7月1日生まれ、身長175センチ、体重62キロ、血液型はA型。
メタルアーマー「レビゲルフ」のパイロット。
プラクティーズの中で最も権力志向が強く、権威を笠に着る事を躊躇わない。
ウェルナー・フリッツ
声 - 竹村拓
ギガノス帝国軍親衛隊「プラクティーズ」所属。階級は少尉。
西暦2067年7月12日生まれ、身長176センチ、体重65キロ、血液型はAB型。
メタルアーマー「ヤクトゲルフ」のパイロット。
3人共通のプライドの高さに加えて、一番目つきが悪く、気難しい顔をしている。
ホルツ
声 - 島田敏
ギガノス帝国軍親衛機甲兵団所属。階級は中尉。
反乱軍のリーダー的存在でギガノス上層部の腐敗とマイヨの左遷により帝国に対し反乱を起こす。
マイヨを慕っており、彼が反乱軍の説得に訪れた際には逆に自分達のリーダーになるよう懇願した。
ギルトールを暗殺したドルチェノフが反乱軍の武力鎮圧に向かうとダインに搭乗し、同じくダインを駆るドルチェノフに挑むも技量の差から敗北、戦死した。

#### グン・ジェム隊
グン・ジェム
声 - 加藤治
ギガノス帝国海洋戦域機動軍F軍団グン・ジェム別働隊、通称グン・ジェム隊隊長。階級は大佐。年齢は50歳。身長185cm。
メタルアーマー「ゲイザム」のパイロット。
グン・ジェム隊は通称「ギガノスの汚物」と呼ばれ、ならず者の集団として敵味方双方に恐れられている。
「グン・ジェム四天王」を配下に置き、中国大陸の奥地にあるギガノス帝国軍軍事秘密工場の護衛の任に就いている。
右目は失明しているため眼帯を付けている。これは地球連合軍ヤム少佐の父親ラオチュンとの決闘により負傷したものである。また服を脱ぐと腹がせり出るが、これは肥満によるものではなく、力士のような筋肉太りである。常にサーベルを所持しているものの、どういう訳か敵よりも味方や部下に振るう事の方が多かった。
残忍で狡猾、金儲けに目がない一方で、パイロットとしての能力はケーンを遙かに凌駕している。ドラグナー遊撃隊との戦闘以前のMA撃墜数は17機以上で、グン・ジェムの通った後には雑草も生えないと言われている。その圧倒的な力は、ケーンが悪夢にうなされるほどであった。
豪胆で敵に対しては非情な反面、部下に対する情は厚く、特に四天王のゴルとガナンが戦死した際は、機体の損傷も顧みずゲイザムで出撃しようとした。またミン以外の3人が戦死した時には、「ワシにとっちゃ、テメェらは息子みたいなもの」と泣いたほど。(もっとも四天王を別にすれば当の部下には彼が戦死するやMAを含む部隊の物資を手に戦線離脱を図る者が多数現れるなど必ずしも全員から慕われていたわけではないようである)
試作型のギルガザムネを持ち出して弔い合戦に及ぶが、思考コントロールシステムの暴走により味方であるジン中尉を殺害してしまう。その後、再びギルガザムネでドラグナーに挑むが、機体の欠陥もあり撃破され戦死する。
ゴル
声 - 島香裕
ギガノス帝国軍グン・ジェム隊第1中隊長。階級は大尉。年齢は30歳。身長210cm。
メタルアーマー「スターク・ゲバイ」のパイロット。
「グン・ジェム四天王」の一人。グンジェムよりも一回り大きい体格を持つ大男。性格は他の四天王と比べて一番気が弱く、よくグン・ジェムに怒鳴られてその巨体を小さくしていた。精神構造は子供に近いが、逆にそれが彼の純粋な部分だとも言える。そのせいか人質となったリンダに一目惚れして、彼女を守ろうとするなど荒くれ者らしからぬ姿も見せた。感情が高ぶると専用のガトリングガンを発砲・乱射する癖があり、グン・ジェム隊の中でコメディリリーフであった。
ゴル隊は防衛線の要を担当しており、部隊がドラグナーに襲撃された際には、部下のMAパイロットがゴルの名前を叫んで撃破され、グン・ジェムからその際の不在を強く叱責されていることなどから、パイロットとしての能力と部下からの信頼は極めて高いようである。
無限軌道砲を駆り、単独でドラグナーに挑んだが、砲の爆発に巻き込まれ死亡する。
ガナン
声 - 笹岡繁蔵 / 郷里大輔（サンライズ英雄譚） / 大友龍三郎（スーパーロボット大戦シリーズ）
「グン・ジェム四天王」の一人でギガノス帝国軍グン・ジェム隊第2中隊長。階級は大尉。年齢は25歳。身長225cm。
メタルアーマー「スターク・ガンドーラ」のパイロット。
殺人犯が軍服を着ているとまで評される凶暴性を持ち、ニヒルな性格で仲間内の殴り合いを余興として観戦するほど血を見るのが好き。
目の下に真一文字の傷を持つ痩せ型の大男で、理由は不明だが、いつも釘を咥えている。
ケーンに動きを見切られ、機体を真っ二つにされて（おまけに頭髪も剃られて）戦死する。
ミン
声 - 島津冴子
ギガノス帝国軍グン・ジェム隊第3中隊長。階級は大尉。砂漠の赤いバラと呼ばれ、その勇猛さは本部でも評判であった。フルネームは「リー・スー・ミン」。年齢は20歳。身長185cm。
本作品に登場する男性キャラの大半よりも、大柄かつ屈強な体格の持ち主であり、鉄製のドアを体当たりで半壊させたり、配管パイプを引きちぎるなどの並外れたパワーを備えている。
メタルアーマー「スターク・ダイン」のパイロット。機体の特徴的な装備であるハイブリッド・サージからケーンには「ノコギリ女」とも呼ばれる。
「グン・ジェム四天王」の一人で、ドラグナー遊撃隊との戦いに四天王で唯一生き残った。
グン・ジェム隊壊滅後は、残存の部下に反旗を翻されるが、ドラグナー討伐の任を受けたハイデルネッケン少佐に合流しドラグナー遊撃隊を追うことになった。しかし、乗艦がマイヨ・プラートに接収され、彼に命を助けられてからはドラグナーを倒すことを諦めマイヨたちと行動を共にした。
プラクティーズとはグン・ジェム隊と共闘時に囮にした因縁から恨まれていたが、マイヨの仲介にして共にチームを組んで出撃するようになり、次第に打ち解けていった。
宇宙機動要塞潜入時には「ギルトールの死はドルチェノフによる暗殺だった」ことを負傷を装った誘導尋問と艦内放送（これはドルチェノフを燻り出そうとした時に偶発的に作動したもの）を使って暴いた（第47話）。
芦田豊雄は最初はやせた美人としてデザインしたが、神田から「もう少しイモっぽくポッチャリさせてくれ」と手直しを受けたと語る。
ジン
声 - 島田敏
ギガノス帝国軍グン・ジェム隊第4中隊長。階級は中尉。年齢は17歳。身長170cm。
メタルアーマー「スターク・ダウツェン」のパイロット。銀髪の美男子。
「グン・ジェム四天王」の一人で、グン・ジェム隊きっての卑劣漢。捕虜にしたリンダを暴行しようとしたり、協力すると見せかけて味方であったはずのゲルポック隊を裏切り、見殺しにするなど外見の良さに反する凶悪さを見せるサディストでもある。ただし戦災孤児を盾にしたゲルポックの戦法には嫌悪を見せるなど多少はまっとうな感情もある模様。武器にサイを持っている。
思考コントロールシステムの暴走により正気を失ったグン・ジェムを止めようとギルガザムネに近付いたところ機体を一刀両断され戦死する。
ブコビッチ
声 - 石塚運昇（ナレーションも兼任）
グン・ジェム隊第2中隊に所属するガンドーラのパイロット。モヒカンが特徴。
キャンプから脱走したケーンとリンダをガナンと共に追撃するが、戦闘中にコックピットに乗り込んできたケーンに気絶させられ、乗機を奪われてしまう。その後の消息は不明。

#### ゲルポック隊
ゲルポック
声 - 西村知道
ギガノス帝国軍ゲルポック隊所属。階級は少佐。
メタルアーマー「ゲルフ」のパイロット。
彼らのチームを組んでの戦績は突撃戦功賞授与3回、巡航艦2隻、駆逐艦3隻撃沈、その他中小艦艇撃破多数といった華々しいものである。
ドラグナーを倒すため月面総司令部派遣隊としてグン・ジェム隊に送り込まれる。重い病を患っているらしく、頻繁に咳き込んで吐血をすることもあり、時々スプレータイプの薬剤を吸引している。
隊の中では指揮・攻撃を担当する。通常時には銃器は持たず、攻撃時に初めてチェンドルより受け取る。
ドラグナー討伐のためグン・ジェム隊に派遣されるが、手柄を奪われることを嫌ったグン・ジェム隊は非協力的どころか、ゲルポックが任務を遂行した場合には彼を殺害しようとさえ考えており、事実上は孤立無援の状態であった。それでも独自にドラグナー遊撃隊を誘き出すことに成功し、最初の戦闘ではD-2カスタムの捕獲に成功する。しかし、D-2カスタムの主砲の不意打ちを食らい、これを庇ったアデンが戦死する。以降はグン・ジェム隊のジン中尉をアデンの代役として加入させるが、ジンの協力は実のところゲルポック隊の活動を妨害するためのものであった。そして、実際にドラグナー遊撃隊との2度目の戦闘では、ジンの故意の失態によりドラグナーを撃墜するチャンスを逃してしまい、再びドラグナーに挑むものの今度はジンの裏切りによりまたも失敗し、D-1カスタムのレーザーソードで機体を貫かれて戦死する。グン・ジェム隊と対比するために軍人らしい軍人として描かれているが、彼も子供を攻撃してドラグナーを誘き出そうと試みる（ジンには「阿漕な連中」と評された）など清廉とは言えない部分がある。
芦田豊雄の設定書への書き込みによれば、北方謙三がモデルとのこと。
チェンドル
声 - 千葉耕市
ギガノス帝国軍ゲルポック隊所属。階級は特務少尉。
メタルアーマー「ヤクトゲルフ」のパイロット。
彼の「ヤクトゲルフ」はプラクティーズ配備の機体とは異なり、武器弾薬収納用のバックパックを備えている。
隊の中では支援を担当し、必要に応じて武器・弾薬をゲルポックに渡すことを主な任務とする。
危機に陥ったゲルポックを助けようとレーザーサーベルでD-1カスタムに挑むが、ゲルポック機と共に撃破され戦死する。
アデン
声 - 星野充昭
ギガノス帝国軍ゲルポック隊所属。階級は中尉。
メタルアーマー「レビゲルフ」のパイロット。
隊の中ではレーダー・電子戦を担当。
D-2カスタムによる不意打ちを受けたゲルポック機の盾になって戦死。

#### その他（ギガノス帝国軍）
ブリード
声 - 牛山茂
ギガノス帝国軍陸上戦域アジア方面軍司令官。階級は中将。グン・ジェムの直属の上司であるが、彼の功績で昇進してきたために頭が上がらない。
パウエル
声 - 戸谷公次
ギガノス帝国軍海洋戦域軍D軍団司令官。階級は中将（初登場時は海洋戦域機動軍第404戦域軍指揮官・少将）。プラクティーズ時代からの猫嫌い。
教え子であるマイヨ・プラートのよき理解者であり、マイヨにとって尊敬する人物でもあった。前線視察中に負傷し、一時は車椅子生活となる。第43話冒頭の戦況説明では南太平洋で玉砕する場面があり、艦橋で部下とともにウイスキーグラスで乾杯しながら最期を迎えた。
ハイデルネッケン
声 - 滝口順平
ギガノス帝国軍所属。階級は少佐。初登場時はバラを持って現れ、ミン大尉に贈るなど紳士的な印象を持つ人物に見えたが、目標の為には嘘や騙し討ちなども平然と使い、ミン大尉を盾にして後ろから撃つなど、卑劣、卑怯、姑息と、どんな手段も平然と使う汚い男。マイヨによれば「総統の腰巾着」。
グン・ジェム隊壊滅後にドラグナー追撃の任にあたった。完成型のギルガザムネを駆りドラグナー遊撃隊に戦いを挑むがギルガザムネの欠陥を突かれ機体を破壊される。その後、ミン大尉とともに宇宙に出たドラグナーを追っていたところ、搭乗していた輸送船が反乱軍（元ギガノス帝国軍）のマイヨ・プラートに接収される。そして、マイヨを騙し討ちにし、ミン大尉を盾にして攻撃するなど姑息で卑劣な手段で逃走をはかるが、これに激怒したマイヨに追撃され討たれる。 MA操縦の腕前には相当の自信があるようで、ギガノスで最旧式のドラウで新鋭のドラグーン数機を撃墜しドラグナー遊撃隊に挑もうとしているが、マイヨとは交戦では「奴の腕は数段上」であることを認めている。
パーキンズ
声 - 牛山茂
ギガノス帝国軍親衛隊隊長でマイヨの直属の上司。自分を差し置いて元帥に重用されるマイヨを疎んでおり、罷免にする手段を常に考えている。部下の失敗に対するフォローを一切しないばかりか、権威を笠に着て威張り散らす典型的な小役人タイプの人物。
グルテン
声 - 加門良
ギガノス帝国軍海洋戦域機動軍第404戦域軍所属。階級は中尉。
パウエルの部下。
チェホフ
声 - 飯塚昭三
かつて上官に責任を押し付けられ降格されたため、階級は中尉。叩き上げの軍人であり、エリート志向の軍事教育には反発している。
搭乗していた輸送船を修理するため、100年近く前に廃棄されたEC宇宙総合実験センター（ESA）に立ち寄っていた所で漂流していたドラグナーを捕獲。ケーンたちも捕虜にするが、その際に彼ら3人に好感を持って以降は新兵を教育するように軍人の心得を伝授する。後にプラクティーズの3人にドラグナーの引き渡しを拒否したため反逆罪を理由に銃撃され致命傷を負い、死の間際にケーンたちを解放した。その亡骸はケーンたちの手によって宇宙葬にて弔われ、後のケーンたちの生き方に強い影響を与えた。
ジェイコブ
声 - 西村知道
青森の竜飛岬に設置されたギガノス軍要塞の司令官。
対艦アームストロング砲とMA隊を指揮してドラグナー輸送艦隊を攻撃するがケーン達に要塞を爆破され戦死。
戦闘に際してマイヨ・プラートの増援を望んでいたが司令部に却下されている。

### 民間人
ラング・プラート
声 - 千葉耕市
D兵器（ドラグナー）及びドラグーンの開発者。マイヨとリンダの父親。好物は羊羹。しばしば饅頭を食べている。
ギルトール元帥とは同志であったが、理念の違いから袂を分かつ。
元々はギガノス帝国において最新鋭MA「D兵器」を開発していたが、地球連合軍にD兵器を引き渡して亡命した。亡命後は中国の重慶で地球連合軍の量産型MA「ドラグーン」を開発。
娘のリンダには妻も子も捨てた殺人兵器の設計者だと思われ、息子のマイヨからは裏切り者とされ反目し合っていた。後にリンダからは理解を得られ、マイヨとは和解することになる。
ドラグーン完成後は地球連合軍に関わりドラグナー遊撃隊の設立やギガノス軍宇宙機動要塞攻略の作戦立案に携わった。
アオイ・ワカバ
声 - 火野カチ子
中立コロニー「アルカード」の入国管理官。
ケーンの母であり、地球連合軍参謀ジム・オースチンの元妻。
「アルカード」がマスドライバーで破壊された際に行方不明となっていたが、実際にはギガノス軍の捕虜収容所に収容されていた。その後、ギガノス軍宇宙機動要塞に移送され息子ケーンの投降の陽動に利用されるが、ベン軍曹とリンダ特務中尉に救出される（第46話）。
ミツ・ワカバ
声 - 峰あつ子
ギガノス占領下となっている日本の青森で農家を営んでいる。
アオイ・ワカバの母であり、ケーン・ワカバは孫にあたる。
青森の竜飛岬に設置された要塞を破壊するため、村の住人とともにケーンたちに協力する。
ソウル・ジルセット
声 - 鈴木れい子
難民として「アイダホ」に乗り合わせていた。医師であり、地球降下後は難民キャンプに志願した。
ビル・ブライアン
声 - 鳥海勝美
第16話で登場。ケーン達3人とはアストロノーツアカデミーの同級生だった。
ケーンたちより先に地球に移住するが、その三日後に母国がギガノス軍に降伏。徴兵の対象とされてギガノス軍の兵士となった。後にギガノスの偵察機に乗っていたところをドラグナー2に撃墜され、捕虜としてケーンたちと再会することになる。その後、捕らわれていた空母から脱走するが、逃走中に偶然ドラグナーとファルゲンの戦闘に出くわす。このときドラグナー1のピンチを救おうと携帯ミサイルランチャーで友軍であるマイヨのファルゲンを攻撃。このためファルゲンの反撃を受け瀕死の重傷を負い、最期はケーンたちに見守られながら息を引き取った。
第1話でも名前のみ登場している。
ヤム・ラオチュン
声 - 千葉耕市
元地球連合軍大佐。ヤム少佐の父親。軍時代にグンジェムと禁じられていた真剣による試合を行い右手を失った。これが原因で野に下り山奥で修行生活を送っていた。
ヤム少佐の紹介で訪れたケーンに「見切り」を伝授した。
未知
小説版に登場。ケーンのガールフレンド。ケーンと横浜埠頭の桟橋で出会って意気投合し交際を始める。ケーンが突然スペースコロニーのアルカードに移住してからは文通を続けていたが、その間に別の人物と交際するようになり、ケーンとは2年後に東京で再会した際に関係を解消した。なお、ケーンは未知との再会を前にリンダに一目惚れし、歓心を買うために未知の存在を隠してガールフレンドがいないよう装っている。

## 登場メカ
メタルアーマー
メタルアーマー（MA）とはメタルワーカーと呼ばれる作業用ロボットを発展させた人型の兵器である。
標準的な全高は17メートル前後。動力には核融合炉が用いられる。
基本的には宇宙空間、大気圏内いずれでも活動可能。新規に開発された機種は標準で大気圏内の飛行能力を持つものが多いが、初期の機種においては飛行能力は有していない。このため、主戦場が地球に移るとこれらの機体にはフォルグ（リフター）と呼ばれる飛行ユニットが付加されている。
大気圏内の飛行に特化したフォルグアーマー（FA）や、水中活動が可能な機種も存在する。

ポッド
本来は宇宙空間での作業用に作られた機体。これを基に戦闘用に特化した「戦闘用ポッド」がMA開発以前の地球連合軍の宇宙における主力兵器であった。しかし、MAにはほとんど歯が立たなかった。ポッド以外の地球連合軍の宇宙用兵器としては宇宙高速戦闘艇も存在したが、劇中での登場は僅かであった。
宇宙機動要塞
ギガノス軍が緒戦の劣勢を打開すべく月の裏側で密かに建造した移動可能な超巨大要塞。バイオフィードバックシステムによる驚異的な機動性と攻撃力を持ち、ギガノス軍本部攻略に向かう地球連合軍の艦隊に甚大な被害を与える。しかし、地球連合軍の電磁波攻撃により宇宙機動要塞の根幹であるバイオフィードバックシステムを破壊され、さらに2射目の電磁波攻撃によってコントロールを完全に失い月面に激突した。機体は正面から見ると十字に顔状の凹凸を持った構成となっている。
無限機動砲
ギガノス軍の軍事機密工場で開発された無限軌道で自走する超巨大な砲台。主砲は1門でその砲身断面は方形である。この他、2連装の機関砲を4門搭載しており、MAの着艦デッキも有している。ドラグナー遊撃隊に守備の不在を突かれ撃破される。
鉄騎兵
機関砲とミサイルランチャーを装備したギガノス軍の大型装甲バイク。ギガノス軍艦船よりチューブを介して目標とする施設やコロニーに侵入し、制圧する。あるいは軍事施設の警備などが目的の兵器である。タイヤは磁気を帯びており、金属の壁面ならば壁伝いに走る事も可能。
ギガノス軍艦船
フンボルト級巡洋艦とクラビウス級戦艦が存在し、フンボルト級は雪の結晶に似た形状の平べったい本体に丸いブロック（メタルアーマーとの対比からブロック部の直径は大凡50～60ｍ。ブロック部と比較して艦の本体は直径400ｍほどだと思われる。）が付随しており、クラビウス級はフンボルト級を二つ重ねたような形状になっている。ブロック部は一つ一つがメタルアーマー等の格納庫になっている。武装としてはレールガンやミサイルが確認できるが本体の大きさに比較すると概して小口径のものが多くメタルアーマーを用いた戦闘を念頭において設計されたことがうかがえる。また、他に高速戦闘艦や補給艦が存在する。
地球連合軍艦船
アマゾン型戦闘母艦、バージニア型重巡洋艦などが存在する。空母はアメリカ海軍の現用空母をモデルとしており、蒸気カタパルトを備えるほか、甲板員の色分けを行っている。
ギガノス軍航空機
B-52がモデルの大型機が存在。
ジェットエンジン8発の大型複座偵察機が存在。ビル搭乗機。
地球連合軍航空機
ジェットエンジン3発の艦上戦闘機が登場。前進翼のカナード機であり、兵装は主翼下に空対空ミサイル2発とカナード翼付け根に重機関銃2丁である。訓練用の複座機も存在している。
15話にてMiG-29戦闘機が訓練時の敵機役として登場。
救難ヘリとしてCH-47が存在。
ドラゴンフライ型無人ヘリが存在。モデルはQH-50 DASH。
その他放送当時、各国が使用していた(主にアメリカ軍)航空機およびそれらをモデルとする航空機が存在。

## スタッフ
- 原案 - 矢立肇
- シリーズ構成 - 五武冬史
- キャラクターデザイン - 大貫健一
- ゲストキャラクターデザイン - 芦田豊雄&まんどりるくらぶ（第27話 -）
- メカデザイン - 大河原邦男
- コスチュームデザイン協力 - 鈴木雅久
- 美術監督 - 中村光毅、岡田有章
- 色彩設定 - 柴田亜紀子
- 撮影監督 - 酒井幸徳
- 編集 - 三田沙弥佳
- 音楽 - 渡辺俊幸、羽田健太郎（第25話 [12]-）
- 音響監督 - 藤野貞義
- 監督 - 神田武幸
- プロデューサー - 神谷寿一（ - 第24話）→今井慎（第25話 -）、稲垣光繁、吉井孝幸
- 制作 - 名古屋テレビ→Nagoya TV、創通エージェンシー、日本サンライズ→サンライズ

## 主題歌
オープニングテーマ
「夢色チェイサー」（第1話 - 第26話）
作詞 - 竜真知子 / 作曲 - 筒美京平 / 編曲 - 鷺巣詩郎 / 歌 - 鮎川麻弥
OPクレジットでは、作曲者の表記が筒"見"京平と誤植されている。
「スターライト・セレナーデ」（第27話 - 最終話）
作詞 - 森雪之丞 / 作曲 - 井上大輔 / 編曲 - 大谷和夫 / 歌 - 山瀬まみ
エンディングテーマ
「イリュージョンをさがして」（第1話 - 第26話）
作詞 - 竜真知子 / 作曲 - 馬飼野康二 / 編曲 - 鷺巣詩郎 / 歌 - 鮎川麻弥
「Shiny Boy」（第27話 - 最終話）
作詞 - 森雪之丞 / 作曲 - 井上大輔 / 編曲 - 大谷和夫 / 歌 - 山瀬まみ
第23話で挿入歌として使われている。
上記4曲を2曲ずつ収録したEPレコードは、共にキングレコードから発売された（第26話までのOPとED、第27話以降のOPとEDを収録したものである）。

## 各話リスト
以下、サブタイトル・脚本・演出・作画監督については『サンライズロボットアニメ大解剖』（三栄書房）の記述に準拠するものとする。
| 話数   | 放送日        | サブタイトル                       | 脚本       | ストーリーボード | 演出              | 作画監督                            |
| ------ | ------------- | ---------------------------------- | ---------- | ---------------- | ----------------- | ----------------------------------- |
| 第1話  | 1987年 2月7日 | 炎の日                             | 五武冬史   | 横山裕一朗       | 篠幸裕            | 遠藤裕一                            |
| 第2話  | 2月14日       | 廃墟の死闘                         | 星山博之   | 鹿島典夫         | 鹿島典夫 日高政光 | 中村旭良                            |
| 第3話  | 2月21日       | ギガノスの蒼き鷹                   | 松崎健一   | 谷田部勝義       | 福田満夫          | 山田きさらか                        |
| 第4話  | 2月28日       | 男たちの戦場                       | 五武冬史   | 浜津守           | 浜津守            | 服部憲知                            |
| 第5話  | 3月7日        | 誓いの出撃                         | 星山博之   | 高松信司         | 棚沢隆            | 松本清                              |
| 第6話  | 3月14日       | 戦士への試練                       | 松崎健一   | 菊池一仁         | 篠幸裕            | 遠藤裕一                            |
| 第7話  | 3月21日       | さらばチェホフ                     | 五武冬史   | 山崎和男         | 日高政光          | 中村旭良                            |
| 第8話  | 3月28日       | 捕虜奪回作戦（前編）               | 星山博之   | 鹿島典夫         | 福田満夫          | 山田きさらか                        |
| 第9話  | 4月11日       | 捕虜奪回作戦（後編）               | 平野靖士   | 川瀬敏文         | 棚沢隆            | 松本清                              |
| 第10話 | 4月18日       | 体あたりの防戦                     | 星山博之   | 高松信司         | 杉島邦久          | 服部憲知                            |
| 第11話 | 4月25日       | 熱望の大地                         | 松崎健一   | 滝沢敏文         | 篠幸裕            | 遠藤裕一                            |
| 第12話 | 5月2日        | それぞれの帰還                     | 平野靖士   | ふくだみつお     | 福田満夫          | 山田きさらか                        |
| 第13話 | 5月9日        | マスドライバー発射指令             | 五武冬史   | 菊池一仁         | 日高政光          | 中村旭良                            |
| 第14話 | 5月23日       | 新たなる旅立ち                     | 星山博之   | 杉島邦久         | 杉島邦久          | 服部憲知                            |
| 第15話 | 5月30日       | D（ドラグナー）艦隊危機一髪        | 松崎健一   | 井内秀治         | 棚沢隆            | 大森英敏                            |
| 第16話 | 6月6日        | 補給基地の罠                       | 星山博之   | 篠幸裕           | 篠幸裕            | 遠藤裕一                            |
| 第17話 | 6月13日       | ノーラッド破壊工作                 | 五武冬史   | ふくだみつお     | 福田満夫          | 八幡正                              |
| 第18話 | 6月20日       | 奇襲の蒼き鷹                       | 松崎健一   | 杉島邦久         | 杉島邦久          | 山田きさらか                        |
| 第19話 | 6月27日       | 飛行兵器D（ドラグナー）            | 星山博之   | 滝沢敏文         | 日高政光          | 中村旭良                            |
| 第20話 | 7月4日        | 洋上の再会                         | 奇数和十八 | 篠幸裕           | 篠幸裕            | 服部憲知                            |
| 第21話 | 7月11日       | 敵MA（メタルアーマー）奪取作戦     | 鎌田秀美   | 井内秀治         | 関田修            | 大森英敏                            |
| 第22話 | 7月18日       | ギガノス要塞破壊命令               | 平野靖士   | ふくだみつお     | 福田満夫          | 遠藤裕一                            |
| 第23話 | 7月25日       | 対決マイヨ・プラート               | 五武冬史   | 谷田部勝義       | 杉島邦久          | 八幡正                              |
| 第24話 | 8月1日        | 上海大逃走                         | 奇数和十八 | 井内秀治         | 日高政光          | 山田きさらか                        |
| 第25話 | 8月8日        | D兵器改造計画                      | 松崎健一   | 川瀬敏文         | 篠幸裕            | 中村旭良                            |
| 第26話 | 8月15日       | 恐怖のグンジェム                   | 星山博之   | 谷田部勝義       | 関田修            | 服部憲知                            |
| 第27話 | 8月22日       | 見参! ドラグナー遊撃隊             | 五武冬史   | アミノテツロー   | 日高政光          | 中村旭良                            |
| 第28話 | 8月29日       | 脅威の毒蛇部隊                     | 五武冬史   | ふくだみつお     | 福田満夫          | 八幡正                              |
| 第29話 | 9月5日        | 潜入! リンダを救え                 | 奇数和十八 | 杉島邦久         | 杉島邦久          | 大森英敏                            |
| 第30話 | 9月12日       | 必殺! チェーンソー・アタック       | 松崎健一   | 井内秀治         | 関田修            | 遠藤裕一                            |
| 第31話 | 9月19日       | 月からの刺客                       | 星山博之   | 篠幸裕           | 篠幸裕            | 山田きさらか                        |
| 第32話 | 9月26日       | 復讐の狙撃兵（スナイパー）         | 平野靖士   | ふくだみつお     | 福田満夫          | 服部憲知                            |
| 第33話 | 10月3日       | ギガノスの異変                     | 奇数和十八 | 井内秀治         | 日高政光          | 中村旭良                            |
| 第34話 | 10月10日      | 迫撃! 土蜘蛛作戦                   | 松崎健一   | 谷田部勝義       | 関田修            | 大森英敏                            |
| 第35話 | 10月17日      | 恐怖! 無限機動砲                   | 五武冬史   | 杉島邦久         | 杉島邦久          | 遠藤裕一                            |
| 第36話 | 10月24日      | 猛攻! 怒りのグンジェム             | 星山博之   | 篠幸裕           | 篠幸裕            | 山田きさらか                        |
| 第37話 | 11月7日       | 打倒! 毒蛇の青竜刀                 | 奇数和十八 | 日高政光         | 日高政光          | 中村旭良                            |
| 第38話 | 11月14日      | 登場! 究極のM・A（メタルアーマー） | 松崎健一   | ふくだみつお     | 福田満夫          | 服部憲知                            |
| 第39話 | 11月21日      | 壮絶! グンジェムの最期             | 平野靖士   | 杉島邦久         | 棚沢隆            | 小田不二夫                          |
| 第40話 | 11月28日      | 狡猾! ハイデルネッケン少佐         | 星山博之   | 井内秀治         | 関田修            | 遠藤裕一                            |
| 第41話 | 12月5日       | 復活! ギガノスの蒼き鷹             | 奇数和十八 | 篠幸裕           | 篠幸裕            | 中村旭良                            |
| 第42話 | 12月12日      | 発動! ギガノス無敵要塞             | 五武冬史   | 井内秀治         | 日高政光          | 菊池城二                            |
| 第43話 | 12月19日      | 決断! 巨大要塞攻撃指令             | 奇数和十八 | ふくだみつお     | 福田満夫          | 服部憲知                            |
| 第44話 | 12月26日      | 非情! ドラグナー対ドラグナー       | 松崎健一   | 井内秀治         | 関田修            | 山田きさらか 佐藤英幸               |
| 第45話 | 1988年 1月9日 | 特攻! 復讐の蒼き鷹                 | 星山博之   | 井内秀治         | 篠幸裕            | 中村旭良                            |
| 第46話 | 1月16日       | 突入! アオイワカバ救出             | 五武冬史   | 横山裕一朗       | 棚沢隆            | 大貫健一（キャラ） 大張正己（メカ） |
| 第47話 | 1月23日       | 肉迫! ミン大尉の猛追               | 五武冬史   | 日高政光         | 日高政光          | 平田淳二                            |
| 第48話 | 1月30日       | 大宇宙（おおぞら）の凱歌           | 五武冬史   | ふくだみつお     | 福田満夫          | 中村旭良                            |

## ネット局
- 名古屋テレビ（制作局）：土曜 17:30 - 18:00[14]
- テレビ朝日：土曜 17:30 - 18:00[14]
- 朝日放送：金曜 17:00 - 17:30[14]
- 北海道テレビ：土曜 17:30 - 18:00[14]
- 青森テレビ：金曜 16:30 - 17:00[15]
- 岩手放送：月曜 16:35 - 17:05[15]
- 東日本放送：土曜 17:30 - 18:00[14]
- 秋田テレビ：金曜 17:30 - 18:00[15]
- 福島放送：土曜 17:30 - 18:00[14]
- 新潟テレビ21：土曜 17:30 - 18:00[15]
- テレビ信州：土曜 17:30 - 18:00[14]
- 静岡けんみんテレビ：土曜 17:30 - 18:00[14]
- 富山テレビ：金曜 16:25 - 16:55（1987年7月17日 - 1988年7月29日）[16]
- 石川テレビ：土曜 6:15 - 6:45 (1987年5月16日 - 1988年4月16日)[17]
- 広島ホームテレビ：土曜 17:30 - 18:00[14]
- 山口放送：火曜 17:15 - 17:45
- 瀬戸内海放送：土曜 17:30 - 18:00[14]
- 九州朝日放送：土曜 17:30 - 18:00[14]
- 長崎放送：金曜 16:50 - 17:20[18]
- 熊本放送：日曜 11:00 - 11:30 (1987年4月5日 - 9月27日)
- 大分放送：水曜 17:00 - 17:30[18]（ - 1988年5月25日[19]）
- 宮崎放送：火曜 17:00 - 17:30[18]
- 鹿児島放送：土曜 17:30 - 18:00[14]

## 映像ソフト化
以下、発売元はLD、DVDがバンダイビジュアル、Bru-rayがハピネットファントム・スタジオ。
LD
「機甲戦記ドラグナー メモリアルボックス」（BELL-1496/1497）として、全2巻（各巻6枚組・24話収録）が1999年11月25日から2000年2月25日にかけて発売された。
DVD
2005年12月23日に「機甲戦記ドラグナー DVDメモリアルボックス」（BCBA-2377）が、2010年1月27日に低価格版の「EMOTION the Best 機甲戦記ドラグナー DVD-BOX」（BCBA-3671）がそれぞれ発売された。
Blu-ray Disc
「機甲戦記ドラグナー Bru-ray BOX」（BIXA-9050）として、2022年3月2日に発売。収録映像はニュープリントマスターポジフィルムからの2KスキャンによるHDリマスター版となっている。また発売を記念して同年1月4日にはTOKYO MXにて、第1話のHDリマスター版がテレビ放送された。

## 玩具・プラモデルなどの展開
放送当時のキャラクター商品はガンダムシリーズ同様、バンダイのプラモデルが主力であった。初期のMAは1/144スケールで大半がキット化されており、価格も400円から500円と手頃なものだった。主役機DシリーズにはBB弾発射ギミックを組み込んだオプション武器がついており、後のリフター装備版はこのパーツを除くことで同じ価格を維持している。説明書にはバリエーション機体のイラストが掲載されていた。このシリーズで特筆されるのは、D-1のストライプカラーリングを素組みの状態で再現するため、白色成型パーツに青と赤のプラスチックを鋳込むという、システムインジェクションを1パーツ内で導入したことである。また、従来のデカールに替わり極薄のシールが採用され塗装なしに設定に近い色分けを再現できるように工夫されるなど、初心者でも手軽に組める工夫が随所に盛り込まれていた。この他、「武器セット」も発売された。
箱のシリーズNoを切り抜いて集めて送ると、金色に塗られたD-1がもらえるキャンペーンもあった。
後期に登場するMAはプラモデルとしての発売はされなかったが、キャバリアー0等、ガレージキットで発売されたものもある。また、前期オープニングで大張正己によるデフォルメ版D-1を1/144キットとパーツ交換することで再現する換装セットが、Bクラブから発売されている。しかし、設定との差異をアピールした頭部と肩、そして開いた手のパーツのみという商品構成であり、設定とシルエットの異なる足に関しては換装パーツがなかったため、この商品でも中途半端な形でしか再現できなかった。
1/100スケールではD-1カスタムのみ発売される。こちらも1/144と同仕様のシステムインジェクションや、半完成のフレームに外装パーツを取り付ける構成等、これらの経験が後のガンプラに受け継がれた要素が多数ある意欲的なプラモデルであった。
数度の再発売が行われているが、近年は2008年にギガノス軍MAも含めて販売された。主役機Dシリーズはリフター装備版のみの販売が行われた。しかし、諸事情により放送当時よりも値上がりしている。
2006年の静岡ホビーショーでは、バンダイの新シリーズリアルロボットレボリューションの候補として参考展示されていた。
玩具サイドの話としては、2007年後期に魂SPECにてまずD-1が2種類のバージョンで発売されている。
10月に『オープニング・シルエット』と名付けられたバージョンが発売された。これは前期OPの大張バージョンで、リフターも付属している。続いて12月に設定バージョンのD-1とキャバリアーがセットになったバージョンを発売。こちらにも設定版のリフターが付属されている。このバージョンでは武器が追加され、さらにキャバリアーが一般モデルで商品化された。過去にもガレージキットで発売はされていたが、一般モデル化はされていなかったものである。このキャバリアーはオープニング・シルエットバージョンにも装着可能である。両方とも基本フレームはほぼ同じものを使用しているが、外見は大幅に違う。
その後同ブランド魂SPECにてファルゲンも発売されている。
2010年以後はメーカー直接の通信販売方式の魂web商店限定でシリーズは継続。大張アレンジバージョンのデザインでD-2（リフター）、D-3（リフター）、2011年にドラグーン、更に2012年にD-1カスタム(可動を優先させたためドラグーンまで続いた基本フレームが廃止された)とリリースされた。
2014年には同じく魂web商店通販限定で、魂SPECギルガザムネ(ドルチェノフ機)を発売。そして、同年9月27日にD-1カスタムのROBOT魂版が一般販売される。基本的にはデザイン、ギミックも発売済みの魂SPEC版を踏襲しているが、廉価版なため一部がオミットされている(ちなみに、ROBOT魂ドラグナーは先述した魂SPECギルガザムネとの劇中イメージサイズにあわせた面があることを開発者が語っている)。ROBOT魂での「ドラグナー」の商品展開は大張デザインアレンジバージョンで以後も続き、2015年2月にD-2カスタムが一般販売、魂web商店でD-3(リフター)、スターク・ダイン、ファルゲンを受注販売した（D-2カスタム、D-3(リフター)は既発のD-1カスタムから金型流用したため、D-2カスタムは特に本来のイメージと違い細身になっている）
2021年、HI-METAL Rシリーズにおいて、一般販売でD-1カスタム、プレミアムバンダイ限定でD-2カスタム、D-3の受注予約が開始された。
また同年11月には、プレミアムバンダイから完全新規造形のHG 1/144 ドラグナー1 リフター1装着タイプの受注予約も開始された。

## 小説版
園田英樹によるノベライズ版が、角川書店より角川スニーカー文庫として出版された。巻末には永井豪が解説を寄稿している。
- 小説 機甲戦記ドラグナー（1988年4月刊行、ISBN 4-0447-0101-6）

## コミカライズ
『コミックボンボン』1987年3月号～9月号にかけてコミカライズが連載。作者は神田正宏で、2019年現在単行本化はなされていない。連載当初はテレビシリーズに準拠したストーリー展開が志向されたが、途中からオリジナル展開となり、D-1カスタムが登場したところで連載が終了している。
オリジナル要素としては、ラング・プラートの宿敵であるハグラー教授が開発した、本来「ドラグナー」として採用されるはずだったMA「ゲルニカ」をマイヨが操り、ナイフのみのD-1でケーンと一騎討ちするほか、ギガノスの特殊工作員ピンク・J・フォックスがドラグナーのパイロット登録解除を行ってケーン達を混乱させるも、後にドラグーンの開発に携わり、実戦投入された際にはドラグーン隊の隊長として参戦するなどといった展開が盛り込まれている。

## ゲーム展開
ツクダホビーのボードゲーム（『D-WEAPON D-ウェポン』- 戦術級・『METAL ARMOR メタルアーマー』- 戦術級）以外、本作品単独のゲームタイトルは存在しないが、前述のようにバンプレストの『スーパーロボット大戦シリーズ』に登場したことが、本作品のDVD-BOX発売にまで至る大きな要因となった。
『スーパーロボット大戦シリーズ』以外には『Another Century's Episode』シリーズへの登場が挙げられる。3作目の『ACE3 THE FINAL』には、大河原邦男デザインの新MA「ファルゲンカスタム」が登場するなど、作品終了20年経過後に新しい動きがあるという珍現象が起きている。
『サンライズ英雄譚2』ではギルガザムネがグン・ジェム機の他、グン・ジェム隊四天王機も登場する（カラーリングは四天王それぞれ別）。量産機のカラーリングは白色になっている。
- バトルコマンダー（バンプレスト）SFC